# Raúl Peinador
Raúl Peinador de Isidro (Madrid, 14 agosto 1968) è un ex schermidore spagnolo, specialista della sciabola.

## Palmarès
In carriera ha conseguito i seguenti risultati:
- Giochi del Mediterraneo

Atene 1991: argento nella sciabola individuale.